# Hypoxystis uniformis
Hypoxystis uniformis är en fjärilsart som beskrevs av Inoue 1955. Hypoxystis uniformis ingår i släktet Hypoxystis och familjen mätare. Inga underarter finns listade i Catalogue of Life.